# Naryka
Naryka (altgriechisch Νάρυκα oder Ναρύκα), unter anderem auch Narykos (Νάρυκος), Naryx (Νάρυξ) oder Narycium, war eine strategisch wichtige und befestigte antike Stadt in der epiknemidischen Lokris in Griechenland. Sie hatte beim 6 km nördlich gelegenen Hafen von Thronion einen Zugang zum Meer und kontrollierte die griechischen Nord-Süd-Verkehrswege über das Kallidromo-Gebirge, vor allem jedoch über den Fontana-Pass.

## Beschreibung
Die Stadt lag auf der Erhebung Paliokastra Rhenginiou etwa 1,5 km westlich von Rhengini in einer Höhe von etwa 309 m bis 323 m über dem Meer. Ihre Ausdehnung betrug etwa 500 m von Nord nach Süd und etwa 150 m von West nach Ost. Der Hügel wurde im Westen durch den Bach Sourlatzorema und im Osten durch den Katafiorema begrenzt. Anhand einer Inschrift, die in der Kirche Hagios Ioannes nördlich unterhalb der Stadt gefunden wurde, konnte die Identifizierung mit Naryka eindeutig geklärt werden. Etwa 120 m nordöstlich dieser Kirche endet der neue Eisenbahntunnel, der unter dem Kallidromo-Gebirge gebaut wurde.

## Geschichte
Wie hier aufgefundene Minysche Keramik beweist, war die Stadt schon im Mittelhelladikum besiedelt. Des Weiteren fand sich Keramik aus dem Späthelladikum; gelegentlich trifft man auch auf Scherben aus der Geometrischen Zeit. Die Stadtmauer der Akropolis wurde in Lesbischem Polygonalmauerwerk ausgeführt und wird in das 6. oder Anfang des 5. Jahrhunderts v. Chr. datiert. Die Mauer der Unterstadt wurde zwischen 350 und 330 v. Chr. in isodomen Mauerwerk errichtet. Südlich der Stadt fand man am Ort Mnimata Pournaras einen späthelladischen Friedhof. Weitere Friedhöfe fanden sich bei Pourana aus Klassischer und Frühchristlicher Zeit und bei Diaskelo aus römischer Zeit (1. bis 3. Jahrhundert).
Conrad Bursian nahm an, dass Naryka die Vorläuferin der noch nicht lokalisierten Stadt Pharygai (Pharygae) in der Nähe des modernen Mendenitsa sei, das jedoch nur mittelalterliche Ruinen auf hellenistischen Fundamenten aufweist.  Mendenitsa wurde ebenso wie Naryka von anderen Autoren auch mit dem homerischen Tarphe aus dem Schiffskatalog identifiziert.

## Überlieferung
Nach Strabo wurde Aias, der am Trojanischen Krieg teilnahm in Naryka geboren. Lykophron erwähnt die Stadt unter den lokrischen Städten. Diodor berichtet, dass 395 v. Chr. hier der Böotier Ismenias mit einem Heer von 6000 Mann die von Alkisthenes kommandierten Phoker besiegte, die dabei 1000 ihrer Leute verloren. Die Stadt wurde von dem Phoker Phayllos 352/1 v. Chr. erobert. Kurze Zeit später wurde er von den Böotiern wieder aus Naryka vertrieben, wobei er 200 seiner Leute verlor. Sie verfolgten ihn und überfielen ihn bei Nacht, als er bei Abai kampierte. Daraufhin beeilte sich Phayllos und erreichte vor den Böotiern Naryka. Er plünderte und zerstörte die Stadt. Die Stadt blieb mindestens bis zur Zeit Kaiser Hadrians besiedelt. Dieser bestätigte in einem im Louvre aufbewahrten Brief aus Bronze an die Bürger Narykas ihren Status als Polis und anerkannte, dass sie Ausgangspunkt vieler Heldentaten und Gegenstand vieler Dichtungen gewesen sei.

## Die Stadt in der Mythologie
Bekannt war Naryka für seinen Aias-Kult. Hier soll der lokrische König Oileus Vater des Aias geworden sein. Die Stadt soll auch Wohnsitz der Nachfahren des Aias, der Aiantiden gewesen sein.
Ovid erwähnt den redegewandten Lelex aus Naryka als einen der Teilnehmer der Jagd auf den Kalydonischen Eber.